# Carinispora velatispora
Carinispora velatispora är en svampart som beskrevs av K.D. Hyde 1994. Carinispora velatispora ingår i släktet Carinispora och familjen Phaeosphaeriaceae.   Inga underarter finns listade i Catalogue of Life.